# Eguria auritracta
Eguria auritracta är en fjärilsart som beskrevs av Moore 1865. Eguria auritracta ingår i släktet Eguria och familjen tandspinnare. Inga underarter finns listade i Catalogue of Life.